# Tristán Bauer

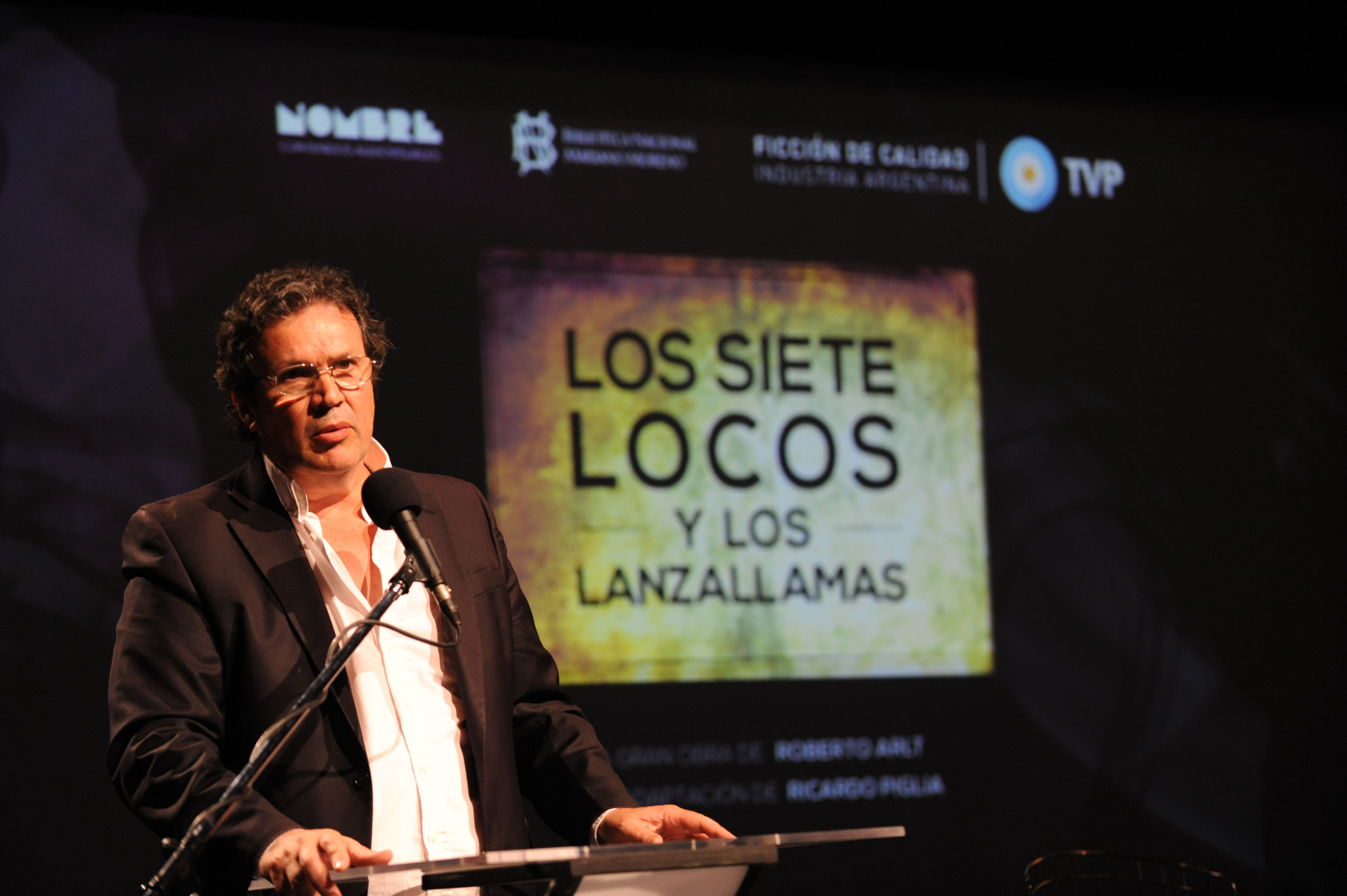
Tristán Bauer (2015)

Tristán Bauer (* 22. Juni 1959 in Mar del Plata, Argentinien) ist ein argentinischer Filmregisseur, Drehbuchautor, Kameramann und parteiloser Politiker. Vom 10. Dezember 2019 bis zum 10. Dezember 2023 war er Kulturminister im Kabinett Fernández. 

## Leben
Bauer studierte Regie am Centro Experimental, der Filmschule des Staatlichen Filminstituts, und war daraufhin als Kameramann bei zahlreichen argentinischen und lateinamerikanischen Filmproduktionen tätig. Ab Anfang der 1990er führte er Regie, schrieb das Drehbuch bei mehreren Dokumentarfilmen und gewann mit seinem ersten Spielfilm, Nach dem Sturm, einige Auszeichnungen. Er ist Gründer der Dokumentarfilmgruppe Cine Testimonio. Seine Dokumentarfilme thematisieren meist literarische Persönlichkeiten, so auch Cortázar, ein preisgekröntes Porträt über den argentinischen Schriftstellers Julio Cortázar. Sein 1999 veröffentlichter Film Die Bücher und die Nacht handelt von Jorge Luis Borges.
Für sein Kriegsdrama Vom Feuer erleuchtet erhielt Bauer 2006 den Goya in der Kategorie „Bester ausländischer Film in spanischer Sprache“ und konnte sich unter anderem gegen Álvaro Buela durchsetzen.

## Filmographie

### Regie
- 1983: Martin Choque, un telar en San Isidro[1]
- 1984: Ni tan blancos, ni tan indios[1]
- 1986: Bourdelle en la Argentina, Encuentros[1]
- 1988: Molinos de viento[1]
- 1990: Después de la tormenta (Nach dem Sturm; Spielfilm)[1]
- 1993: El oficio de amar
- 1994: Cortázar (Himmlisches Uhrwerk)[1]
- 1997: Evita, una tumba sin paz[1]
- 1999: Los libros y la noche (Borges – Die Bücher und die Nacht)[1]
- 2005: Iluminados por el fuego (Vom Feuer erleuchtet)
- 2010: Che. Un Hombre Nuevo

### Drehbuch
- 1991: Nach dem Sturm (Después de la tormenta)
- 1994: Himmlisches Uhrwerk (Cortázar)
- 1999: Borges – Die Bücher und die Nacht (Los libros y la noche)
- 2005: Vom Feuer erleuchtet (Iluminados por el fuego)